# Jeep M715

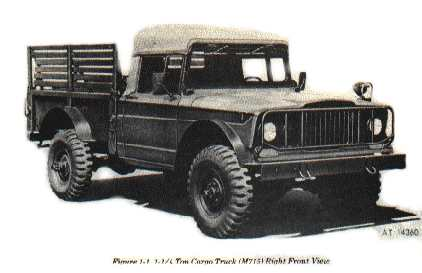
M715

Jeep M715 – amerykański lekki wojskowy terenowy samochód ciężarowy o ładowności 1¼ tony, produkowany w latach 1967–1969 przez firmę Kaiser-Jeep, używany przez Armię USA. M715 był podstawowym modelem wojskowym z nadwoziem pick-up, istniały jeszcze inne warianty pochodne. 

## Historia
M715 był wojskową wersją samochodu pick-up Jeep Gladiator, produkowaną przez firmę Kaiser Jeep (taką nazwę nosiła firma Jeep w latach 1963–1970). Rozwój samochodu rozpoczął się w 1965. Była to pierwsza próba zamówienia przez siły zbrojne USA komercyjnego pojazdu opracowanego na rynek cywilny (commercial, off-the-shelf – COTS), z niewielkimi modyfikacjami, w celu zmniejszenia kosztów. W latach 1967–1969 zbudowano ponad 33 000 samochodów M715 i pochodnych, w fabryce w Toledo, stan Ohio. Wersja podstawowa M715 miała dwumiejscową otwartą kabinę załogi, ze składaną do przodu na maskę szybą przednią i rozpinanym brezentowym dachem, a z tyłu miała skrzynię ładunkową, z ławkami wzdłuż burt, przykrywaną brezentową plandeką na stelażu.  
Samochody M715 i pochodne używane były przez Armię USA m.in. podczas wojny w Wietnamie. Popularnie nazywane były: five quarters – „pięć ćwiartek” (tony). Od lat 1976–1977 zaczęły być zastępowane przez nowe komercyjne pick-upy programu CUCV (Commercial Utility Cargo Vehicle), głównie M880.
Za wadę M715 uważano niedobór mocy i mniejszą odporność na trudne warunki, w porównaniu z samochodami rodziny Dodge M37, które zastąpił. Amerykański autor Fred Crismon określił M715 jako modyfikację Jeepa Gladiatora "posiadającą wszystkie jego wady plus problemy wywołane przez wymagania armii": przeciążenie podwozia (projektowanego dla samochodu o ładowności ½-¾ t), małą sztywność kabiny pozbawionej dachu oraz niewygodną pozycję kierowcy i pasażera. Samochód ten został jednak wybrany jako propozycja tańsza od konkurencyjnego Chevrolet XM434.
Południowokoreańska firma Kia produkuje nadal opracowany na licencji amerykańskiej zbliżony samochód Kia KM450, dla armii Korei Południowej.

## Warianty
- M715 – podstawowy wariant pick-up do przewozu ładunku lub żołnierzy
- M724 – samo podwozie z kabiną, do karosowania w różnych wariantach
- M725 – ambulans z zamkniętym nadwoziem typu furgon
- M726 – samochód z nadwoziem do układania linii telefonicznych.

## Dane
- Silnik: Jeep Tornado – rzędowy, 6-cylindrowy, OHC, chłodozny cieczą, pojemność skokowa 3777 cm³ (230.5ci), o mocy 132,5 KM (98,8 kW), benzynowy
- Prędkość maksymalna: 89 km/h
- hamulce: hydrauliczne na 4 koła, bębnowe
- pojemność zbiornika paliwa: 106 l (28 galonów am.)
- pokonywane wzniesienia: 33°[2]
- głębokość brodzenia: 0,76 m[2]